# Aiktak Island
Aiktak Island – mała, niezamieszkana wyspa należąca do grupy wysp o nazwie Krenitzin Islands archipelagu Wysp Lisich, w łańcuchu Aleutów.
Wyspa jest zapisywana w archiwalnych źródłach różnorako: Aektok, Ashmiahk, Ostrovi Ayaktak, Ostrovi Goloy, Ouektock, a także jako Rootok Island. Na mapie kapitana Michaiła Tiebieńkowa z 1852 roku wyspa oznaczona jest jako „O[strov] Aikhtak”. R. H. Geoghegan sugerował, że nazwa wyspy pochodzi od aleuckiego słowa aikhaq, rozumianego jako podróż lub wyjście na wycieczkę.
Aiktak Island ma powierzchnię 155 hektarów, około 2 km długości i 1 km szerokości. Linia brzegowa ma długość 7,3 km. Jest otoczona przez kilka mniejszych wysepek. Położona jest na południe od większego Ugamaka.
Na północy wyspa opada do morza trawiastymi zboczami i klifami o wysokości do 10–15 metrów, u podnóży których ciągną się kamieniste plaże otaczające nieduże zatoki. W południowej części dominują strome, wysokie urwiska. 
Tereny nadbrzeżne wyspy są jednym z największych na Wyspach Aleuckich miejscem lęgowym dla ptactwa – gniazdują tu setki tysięcy ptaków. Wyspa została wyznaczona we wschodniej części Aleutów jako miejsce pomiarowe w systemie monitoringu ptaków morskich obszaru chronionego rezerwatu Alaski.
Na wyspie rosną rośliny z rodziny wiechlinowatych – przy brzegach wydmuchrzyca, barszcz, a w środku wyspy trzcinnik i wiechlina oraz kwitną bażyna i zawilce. 
W 1921 roku na wyspę sprowadzono lisy polarne dla pozyskiwania skór, jednak kilkadziesiąt lat później zniknęły one z ekosystemu wyspy.